# L’Abergement-de-Cuisery
L’Abergement-de-Cuisery település Franciaországban, Saône-et-Loire megyében. Lakosainak száma 811 fő (2022. január 1.). L’Abergement-de-Cuisery Simandre, Cuisery, Lacrost, Loisy és Préty községekkel határos.

## Népesség
A település népességének változása:
| Lakosok száma | 750  | 770  | 801  | 797  | 797  | 799  | 808  | 811  | 811  |
|               | 2013 | 2015 | 2016 | 2017 | 2018 | 2019 | 2020 | 2021 | 2022 |